# Lista över medaljörer vid olympiska vinterspelen 1994
Detta är en lista över vinnare av medaljer i olympiska vinterspelen 1994. OS 1994 hölls i Lillehammer, Norge. Det finns även en lista över den nationella medaljfördelning vid olympiska vinterspelen 1994.

## Alpin skidåkning

### Herrar
| Gren        | Guld                             | Silver                      | Brons                                  |
| Slalom      | Thomas Stangassinger · Österrike | Alberto Tomba · Italien     | Jure Košir · Slovenien                 |
| Storslalom  | Markus Wasmeier · Tyskland       | Urs Kälin · Schweiz         | Christian Mayer · Österrike            |
| Super-G     | Markus Wasmeier · Tyskland       | Tommy Moe · USA             | Kjetil André Aamodt · Norge            |
| Störtlopp   | Tommy Moe · USA                  | Kjetil André Aamodt · Norge | Ed Podivinsky · Kanada                 |
| Kombination | Lasse Kjus · Norge               | Kjetil André Aamodt · Norge | Harald Christian Strand Nilsen · Norge |

### Damer
| Gren        | Guld                         | Silver                         | Brons                     |
| Störtlopp   | Vreni Schneider · Schweiz    | Elfi Eder · Österrike          | Katja Koren · Slovenien   |
| Storslalom  | Deborah Compagnoni · Italien | Martina Ertl · Tyskland        | Vreni Schneider · Schweiz |
| Super-G     | Diann Roffe · USA            | Svetlana Gladisjeva · Ryssland | Isolde Kostner · Italien  |
| Störtlopp   | Katja Seizinger · Tyskland   | Picabo Street · USA            | Isolde Kostner · Italien  |
| Kombination | Pernilla Wiberg · Sverige    | Vreni Schneider · Schweiz      | Alenka Dovžan · Slovenien |

## Bobsleigh
| Gren      | Guld                                                                          | Silver                                                                 | Brons                                                                       |
| 2-mansbob | Schweiz · Gustav Weder · Donat Acklin                                         | Schweiz · Reto Götschi · Guido Acklin                                  | Italien · Günther Huber · Stefano Ticci                                     |
| 4-mansbob | Tyskland · Harald Czudaj · Karsten Brannasch · Olaf Hampel · Alexander Szelig | Schweiz · Gustav Weder · Donat Acklin · Kurt Meier · Domenico Semeraro | Tyskland · Wolfgang Hoppe · Ulf Hielscher · René Hannemann · Carsten Embach |

## Freestyle

### Herrar
| Gren       | Guld                           | Silver                       | Brons                       |
| Puckelpist | Jean-Luc Brassard · Kanada     | Sergej Sjupletsov · Ryssland | Edgar Grospiron · Frankrike |
| Hopp       | Andreas Schönbächler · Schweiz | Philippe LaRoche · Kanada    | Lloyd Langlois · Kanada     |

### Damer
| Gren       | Guld                         | Silver                   | Brons                              |
| Puckelpist | Stine Lise Hattestad · Norge | Elizabeth McIntyre · USA | Jelizaveta Kozjevnikova · Ryssland |
| Hopp       | Lina Tjerjazova · Uzbekistan | Marie Lindgren · Sverige | Hilde Synnøve Lid · Norge          |

## Ishockey
| Guld: | Silver: | Brons: |
| Sverige Håkan Algotsson Tomas Jonsson Christian Due-Boje Patrik Juhlin Leif Rohlin Magnus Svensson Roger Hansson Håkan Loob Fredrik Stillmann Stefan Örnskog Niklas Eriksson Daniel Rydmark Jonas Bergqvist Kenny Jönsson Jörgen Jönsson Peter Forsberg Charles Berglund Andreas Dackell Mats Näslund Patric Kjellberg Roger Johansson Tommy Salo | Kanada Corey Hirsch Adrian Aucoin Derek Mayer Brad Werenka Ken Lovsin Todd Hlushko Fabian Joseph Paul Kariya Dwayne Norris Greg Johnson Brian Savage Wally Schreiber Todd Warriner Greg Parks Mark Astley Jean Yves Roy Chris Kontos David Harlock Manny Legace Allain Roy Chris Therien Brad Schlegel Petr Nedvěd | Finland Pasi Kuivalainen Marko Kiprusoff Erik Hämäläinen Timo Jutila Pasi Sormunen Janne Ojanen Esa Keskinen Saku Koivu Janne Laukkanen Marko Palo Raimo Helminen Mika Alatalo Ville Peltonen Jere Lehtinen Hannu Virta Sami Kapanen Mika Strömberg Tero Lehterä Petri Varis Jukka Tammi Jarmo Myllys Mika Nieminen Mikko Mäkelä |

## Konståkning
| Gren      | Guld                                                 | Silver                                             | Brons                                             |
| Herrar    | Alexei Urmanov · Ryssland                            | Elvis Stojko · Kanada                              | Philippe Candeloro · Frankrike                    |
| Damer     | Oksana Bajul · Ukraina                               | Nancy Kerrigan · USA                               | Chen Lu · Kina                                    |
| Paråkning | Jekaterina Gordejeva · Aleksandr Gorsjkov · Ryssland | Natalia Misjkutionok · Artur Dimitrijev · Ryssland | Isabelle Brasseur · Lloyd Eisler · Kanada         |
| Isdans    | Oksana Grittjuk · Jevgenij Platov · Ryssland         | Maja Usova · Aleksandr Zjulin · Ryssland           | Jayne Torvill · Christopher Dean · Storbritannien |

## Rodel

### Herrar
| Gren          | Guld                                    | Silver                                   | Brons                                   |
| Singel herrar | Georg Hackl · Tyskland                  | Markus Prock · Österrike                 | Armin Zöggeler · Italien                |
| Par herrar    | Kurt Brugger · Wilfried Huber · Italien | Hansjörg Raffl · Norbert Huber · Italien | Stefan Krausse · Jan Berendt · Tyskland |
| Singel damer  | Gerda Weissensteiner · Italien          | Susi Erdmann · Tyskland                  | Andrea Tagwerker · Italien              |

## Shorttrack

### Herrar
| Gren            | Guld                                                                                          | Silver                                                                           | Brons                                                                            |
| 500 m           | Ji-hoon Chae · Sydkorea                                                                       | Mirko Vuillermin · Italien                                                       | Nicholas Gooch · Storbritannien                                                  |
| 1 000 m         | Ki.hoon Kim · Sydkorea                                                                        | Ji-hoon Chae · Sydkorea                                                          | Marc Gagnon · Kanada                                                             |
| Stafett 5 000 m | Italien · Maurizio Carnino · Diego Cattani · Orazio Fagone · Hugo Herrnhof · Mirko Vuillermin | USA · Randall Bartz · John Coyle · Eric Flaim · Andrew Gabel · Anthony Goskowicz | Australien · Steven Bradbury · Kieran Hansen · Andrew Murtha · Richard Nizielski |

### Damer
| Gren            | Guld                                                                                 | Silver                                                                                             | Brons                                                                                   |
| 500 m           | Cathie Turner · USA                                                                  | Zhanmei Yang · Kina                                                                                | Amy Peterson · USA                                                                      |
| 1000m           | Lee-kyung Chun · Sydkorea                                                            | Nathalie Lambert · Kanada                                                                          | So-hee Kim · Sydkorea                                                                   |
| Stafett 3 000 m | Sydkorea · Chun Lee-Kyung · Kim Ryang-Hee · Kim So-Hee · Kim Yoon-Mi · Won Hye-Kyung | Kanada · Christine Boudrias · Isabelle Charest · Angela Cutrone · Sylvie Daigle · Nathalie Lambert | USA · Karen Cashman · Amy Peterson · Shana Sundstrom · Cathy Turner · Nikki Ziegelmeyer |

## Längdskidåkning

### Herrar
| Gren              | Guld                                                                            | Silver                                                                   | Brons                                                                     |
| 10 km K           | Bjørn Dæhlie · Norge                                                            | Vladimir Smirnov · Kazakstan                                             | Marco Albarello · Italien                                                 |
| 30 km F           | Thomas Alsgaard · Norge                                                         | Bjørn Dæhlie · Norge                                                     | Mika Myllylä · Finland                                                    |
| 50 km K           | Vladimir Smirnov · Kazakstan                                                    | Mika Myllylä · Finland                                                   | Sture Sivertsen · Norge                                                   |
| 15 km Jaktstart F | Bjørn Dæhlie · Norge                                                            | Vladimir Smirnov · Kazakstan                                             | Silvio Fauner · Italien                                                   |
| 4 x 10 km         | Italien · Maurilio De Zolt · Marco Albarello · Giorgio Vanzetta · Silvio Fauner | Norge · Sture Sivertsen · Vegard Ulvang · Thomas Alsgaard · Bjørn Dæhlie | Finland · Mika Myllylä · Harri Kirvesniemi · Jari Räsänen · Jari Isometsä |

### Damer
| Gren              | Guld                                                                         | Silver                                                                     | Brons                                                                              |
| 5 km K            | Ljubov Jegorova · Ryssland                                                   | Manuela Di Centa · Italien                                                 | Marja-Liisa Kirvesniemi · Finland                                                  |
| 15 km K           | Manuela Di Centa · Italien                                                   | Ljubov Jegorova · Ryssland                                                 | Nina Gavriljuk · Ryssland                                                          |
| 30 km K           | Manuela Di Centa · Italien                                                   | Marit Wold · Norge                                                         | Marja-Liisa Kirvesniemi · Finland                                                  |
| 10 km Jaktstart F | Ljubov Jegorova · Ryssland                                                   | Manuela Di Centa · Italien                                                 | Stefania Belmondo · Italien                                                        |
| 4 x 5 km          | Ryssland · Jelena Välbe · Larisa Lazutina · Nina Gavriljuk · Ljubov Jegorova | Norge · Trude Dybendahl · Inger Helene Nybråten · Elin Nilsen · Anita Moen | Italien · Bice Vanzetta · Manuela Di Centa · Gabriella Paruzzi · Stefania Belmondo |

## Backhoppning
| Gren                    | Guld                                                                         | Silver                                                                      | Brons                                                                               |
| Backhoppning, K90       | Espen Bredesen · Norge                                                       | Lasse Ottesen · Norge                                                       | Dieter Thoma · Tyskland                                                             |
| Backhoppning, K120      | Jens Weissflog · Tyskland                                                    | Espen Bredesen · Norge                                                      | Andreas Goldberger · Österrike                                                      |
| Backhoppning, K120, lag | Tyskland · Hansjörg Jäkle · Christof Duffner · Dieter Thoma · Jens Weissflog | Japan · Jin’ya Nishikata · Takanobu Okabe · Noriaki Kasai · Masahiko Harada | Österrike · Heinz Kuttin · Christian Moser · Stefan Horngacher · Andreas Goldberger |

## Nordisk kombination
| Gren                     | Guld                                                | Silver                                                        | Brons                                                         |
| Nordisk kombination      | Fred Børre Lundberg · Norge                         | Takanori Kono · Japan                                         | Bjarte Engen Vik · Norge                                      |
| Nordisk kombination, lag | Japan · Takanori Kono · Masashi Abe · Kenji Ogiwara | Norge · Fred Børre Lundberg · Bjarte Engen Vik · Knut Apeland | Schweiz · Hippolyt Kempf · Jean-Yves Cuendet · Andreas Schaad |

## Skidskytte

### Herrar
| Gren       | Guld                                                              | Silver                                                                            | Brons                                                                                |
| 10 km      | Sergej Tjepikov · Ryssland                                        | Ricco Gross · Tyskland                                                            | Sergej Tarasov · Ryssland                                                            |
| 20 km      | Sergej Tarasov · Ryssland                                         | Frank Luck · Tyskland                                                             | Sven Fischer · Tyskland                                                              |
| 4 x 7,5 km | Tyskland · Rico Gross · Frank Luck · Mark Kirchner · Sven Fischer | Ryssland · Valerij Kirienko · Vladimir Dratjev · Sergej Tarasov · Sergej Tjepikov | Frankrike · Thierry Dussere · Patrice Bailly-Salins · Lionel Laurent · Hervé Flandin |

### Damer
| Gren       | Guld                                                                              | Silver                                                                           | Brons                                                                            |
| 7,5 km     | Myriam Bédard · Kanada                                                            | Svetlana Paramygina · Vitryssland                                                | Valentina Tserbe · Ukraina                                                       |
| 15 km      | Myriam Bédard · Kanada                                                            | Anne Briand · Frankrike                                                          | Uschi Disl · Tyskland                                                            |
| 4 x 7,5 km | Ryssland · Nadesjda Talanova · Natalia Smytina · Luisa Moskova · Anfissa Reztsova | Tyskland · Uschi Disl · Antje Harvey · Simone Greiner-Petter-Memm · Petra Schaaf | Frankrike · Corinne Niogret · Veronique Claudel · Delpjine Heymann · Anne Briand |

## Skridsko

### Herrar
| Gren     | Guld                         | Silver                          | Brons                          |
| 500 m    | Aleksandr Golubev · Ryssland | Sergej Klevtjenja · Ryssland    | Manabu Horii · Japan           |
| 1 000 m  | Dan Jansen · USA             | Ihar Zjaljazoŭski · Vitryssland | Sergej Klevtjenja · Ryssland   |
| 1 500 m  | Johann Olav Koss · Norge     | Rintje Ritsma · Nederländerna   | Falko Zandstra · Nederländerna |
| 5 000 m  | Johann Olav Koss · Norge     | Kjell Storelid · Norge          | Rintje Ritsma · Nederländerna  |
| 10 000 m | Johann Olav Koss · Norge     | Kjell Storelid · Norge          | Bart Veldkamp · Belgien        |

### Damer
| Gren    | Guld                          | Silver                              | Brons                               |
| 500 m   | Bonnie Blair · USA            | Susan Auch · Kanada                 | Franziska Schenk · Tyskland         |
| 1 000 m | Bonnie Blair · USA            | Anke Baier · Tyskland               | Ye Qiaobo · Kina                    |
| 1 500 m | Emese Hunyady · Österrike     | Svetlana Fedotkina · Ryssland       | Gunda Niemann-Stirnemann · Tyskland |
| 3 000 m | Svetlana Bazjanova · Ryssland | Emese Hunyady · Österrike           | Claudia Pechstein · Tyskland        |
| 5 000 m | Claudia Pechstein · Tyskland  | Gunda Niemann-Stirnemann · Tyskland | Hiromi Yamamoto · Japan             |